# 15766 Страленберґ
15766 Страленберґ (15766 Strahlenberg) — астероїд головного поясу, відкритий 22 січня 1993 року.
Тіссеранів параметр щодо Юпітера — 3,196.
Названо на честь Філіпа Юхана фон Страленберга - шведського письменника та географа німецького походження (1676-1747).